# Fiske Kimball
Fiske Sidney Kimball (* 8. Dezember 1888 in Newton (Massachusetts); † 14. August 1955 in München) war ein amerikanischer Architekt, Architekturhistoriker und Museumsdirektor.

## Leben
Kimball studierte an der Harvard University und graduierte dort mit einem Masters Degree in Architektur. Er lehrte in der Folge an der University of Illinois und an der University of Michigan, wo er 1915 sein Doktorat erwarb. 1919 wurde er zum Abteilungsvorstand für Kunst und Architektur an der University of Virginia ernannt. 1923 baute er das Institute of Fine Arts an der New York University auf. 1925 wurde er zum Direktor des Philadelphia Museum of Art ernannt, eine Position, die er bis zum Januar 1955 ausübte. Seit 1943 war er gewähltes Mitglied der American Philosophical Society.
Kimball war ein führender Vertreter des Denkmalschutzes und ein Verfechter der klassizistischen Tradition der Vereinigten Staaten. Er spielte eine führende Rolle bei der Restaurierung von Thomas Jeffersons Landhaus Monticello und der Stratford Hall Plantation in Virginia. Kimballs eigenes Haus Shack Mountain liegt in der Nähe von Monticello. Kimball setzte sich im Streit über das Jefferson Memorial erfolgreich für John Russell Popes klassizistischen Entwurf ein.
Kimballs Frau Marie Goebel Kimball (1889–1955) schrieb eine dreibändige Biographie Jeffersons.

## Publikationen (Auswahl)
- Thomas Jefferson, architect, Original Designs in the Collection of Thomas Jefferson Coolidge, Junior, 1916
- A History of Architecture, 1918 (with George Harold Edgell)
- Domestic Architecture of the American Colonies and of the early Republic, 1922
- American Architecture, 1928
- Mr. Samuel McIntire, Carver : The architect of Salem, 1940
- The Creation of the Rococo, 1943